# Kosmeen
Die Kosmeen (Cosmos), auch Schmuckkörbchen genannt, sind eine Pflanzengattung in der Familie der Korbblütler (Asteraceae). Die etwa 26 Arten sind in tropischen bis subtropischen Gebieten der Neuen Welt verbreitet. Viele Sorten werden als Zierpflanzen in Parks und Gärten verwendet.

## Beschreibung

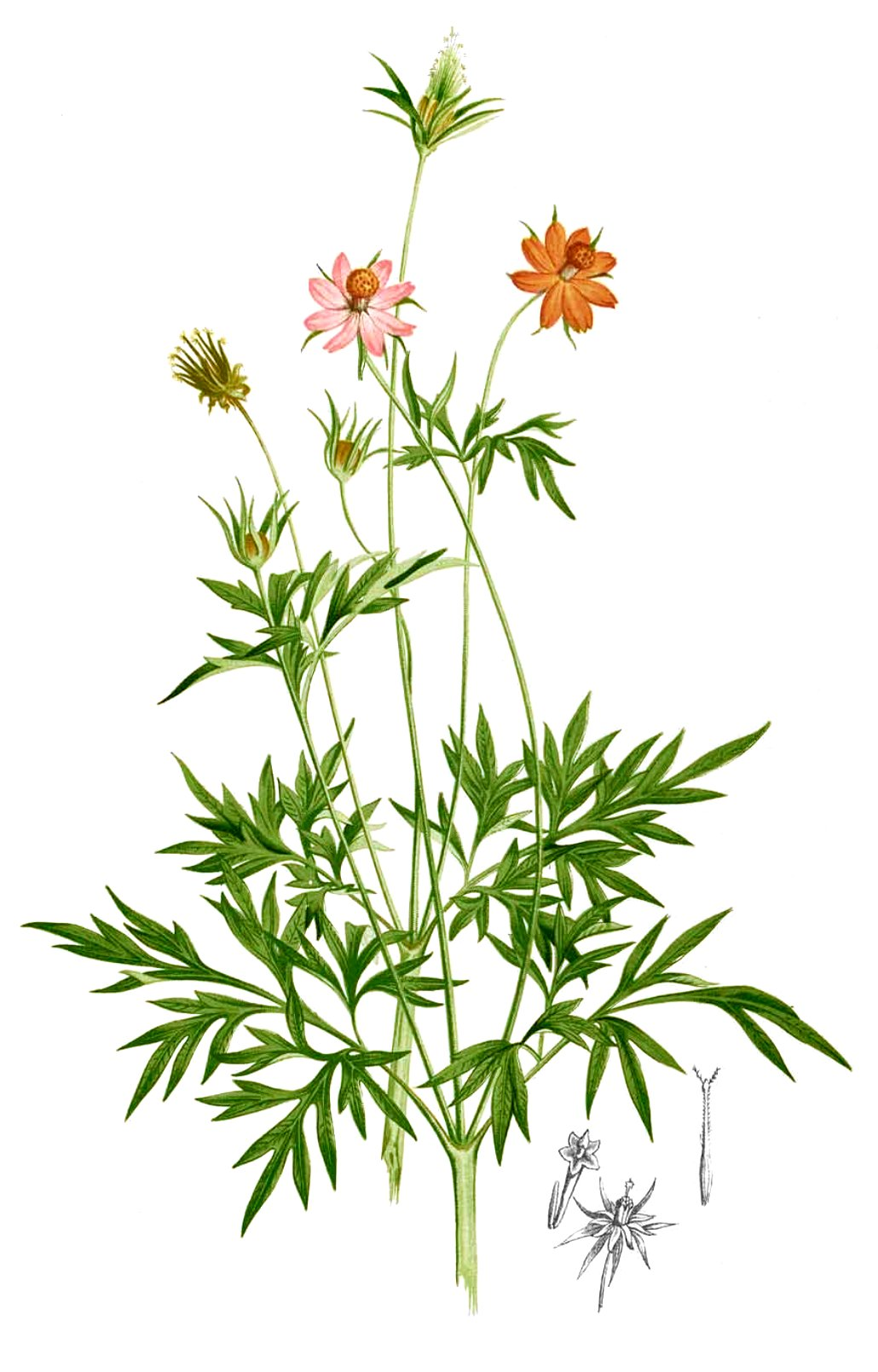
Illustration von Cosmos caudatus

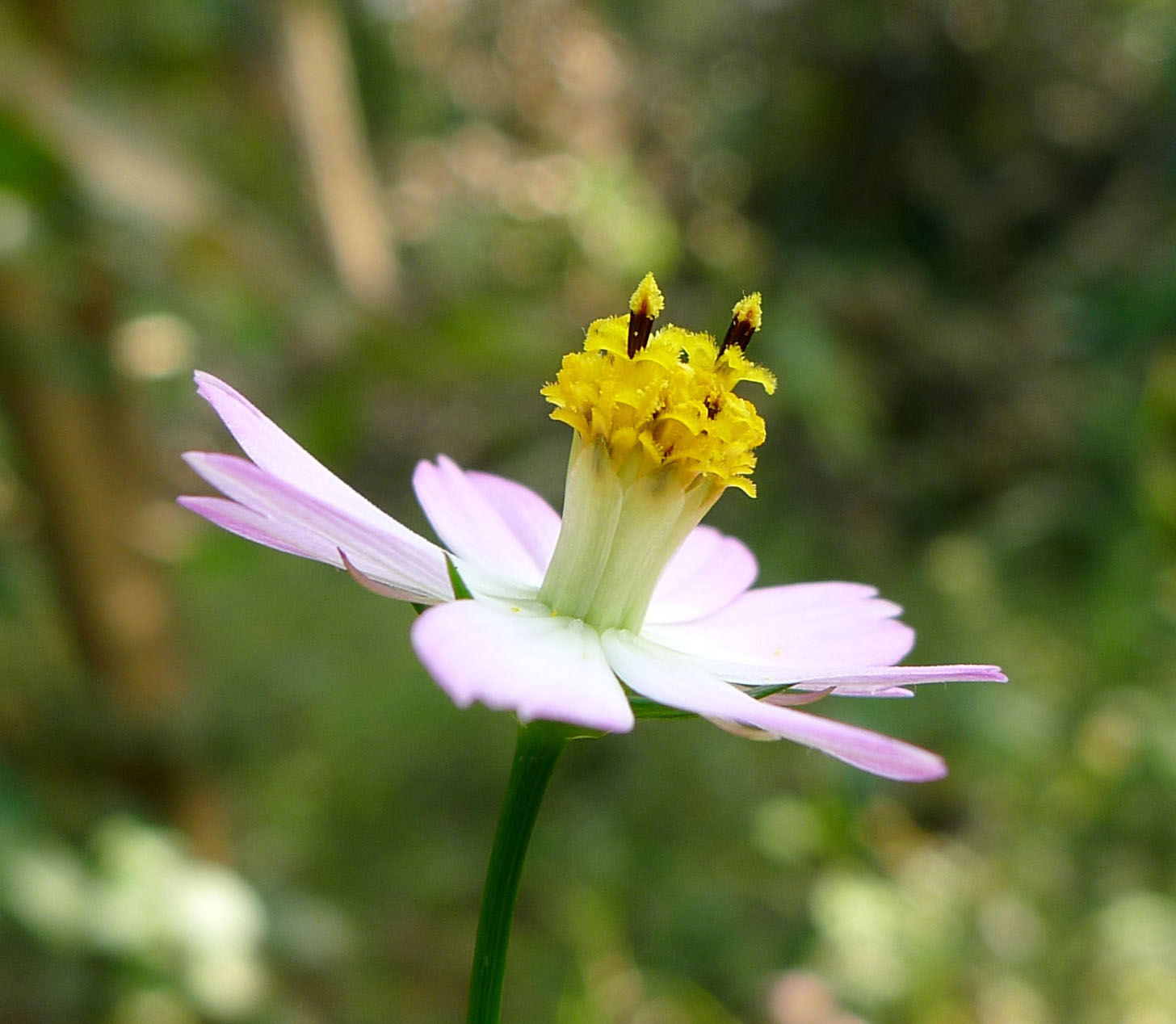
Blütenkorb von Cosmos caudatus

### Vegetative Merkmale
Cosmos-Arten und -Sorten sind meist einjährige, seltener ausdauernde krautige Pflanzen oder selten Halbsträucher. Je nach Art erreichen sie Wuchshöhen von 30 bis 250 Zentimetern. Die ausdauernden Arten bilden Knollen oder knollig verdickte Rhizome als Überdauerungsorgane. Die aufrechten bis kriechenden Stängel sind unverzweigt oder verzweigt.
Die echt gegenständig, meist an den Stängeln verteilt angeordneten Laubblätter sind gestielt oder ungestielt. Die Blattspreite ist ein- bis dreifach fiedrig geteilt. Die Teilblättchen besitzen meist einen glatten Rand.

### Generative Merkmale
Die körbchenförmigen Blütenstände stehen an langen, schlanken Blütenstandsstielen einzeln oder in schirmtraubigen Gesamtblütenständen zusammen. Die meist acht (selten fünf bis sieben) Hüllblätter stehen mehr oder weniger in zwei Reihen. Der Blütenstandsboden ist meist flach.
Die Blütenkörbe enthalten selten keine oder fünf, meist acht (bei sogenannten gefüllten Sorten sind es mehr) Zungen- und meist 10 bis 20, selten bis zu mehr als 80 Röhrenblüten. Die zygomorphen Zungenblüten sind ungeschlechtlich und können rosa- bis purpurfarben oder gelb über orangefarben bis rot sein. Die radiärsymmetrischen Röhrenblüten sind zwittrig und alle fertil; sie sind alle gelb oder selten orangefarben. Die kurze Kronröhre der Röhrenblüte endet in fünf Kronzähnen. Die Staubfäden sind in der Nähe der Staubbeutel behaart.
Die dunkel-braunen bis schwarzen Achänen besitzen meist einen Pappus aus zwei bis vier, selten bis zu acht Borsten in Form von Widerhaken; selten sind keine Borsten ausgebildet.

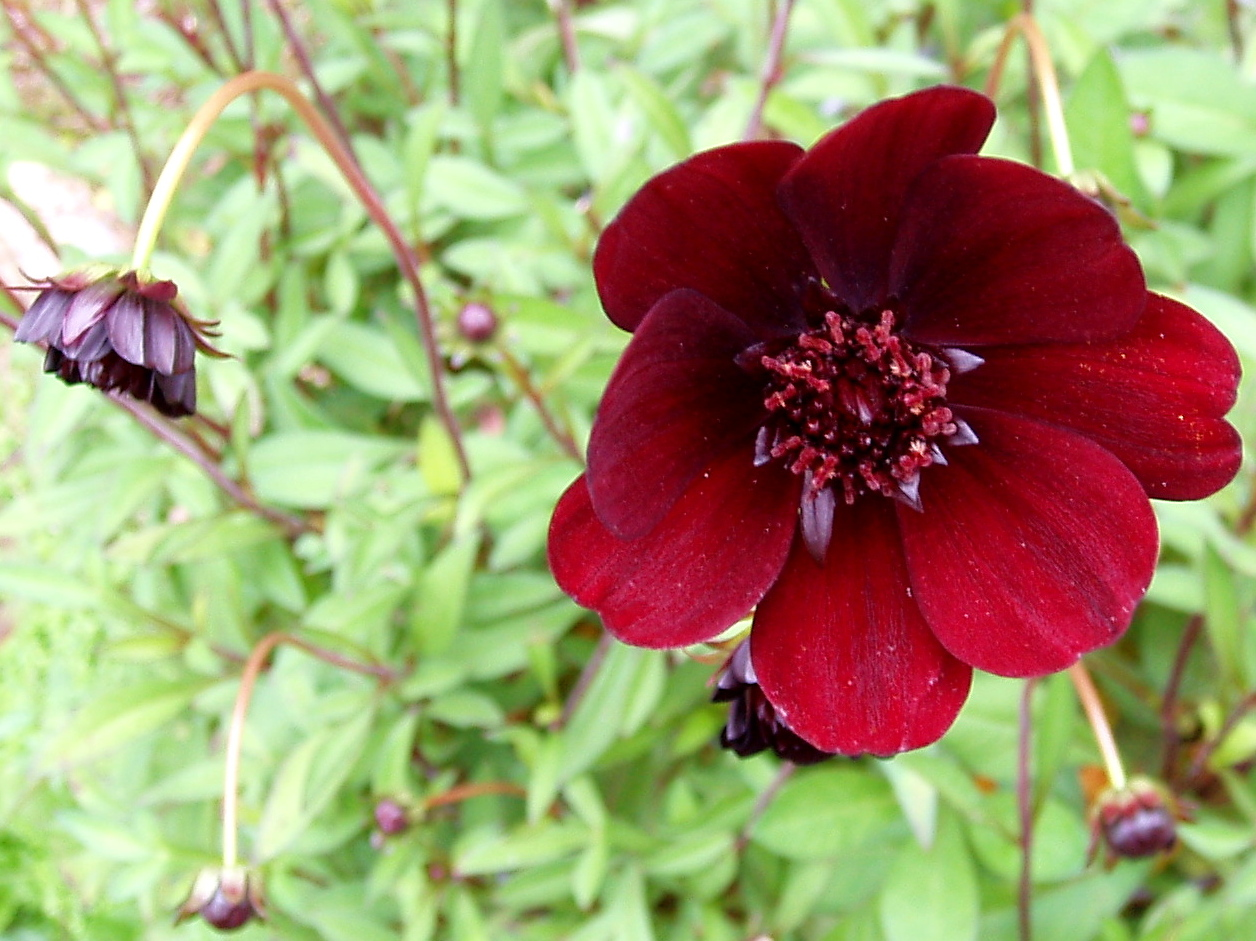
Schokoladen-Kosmee (Cosmos atrosanguineus)

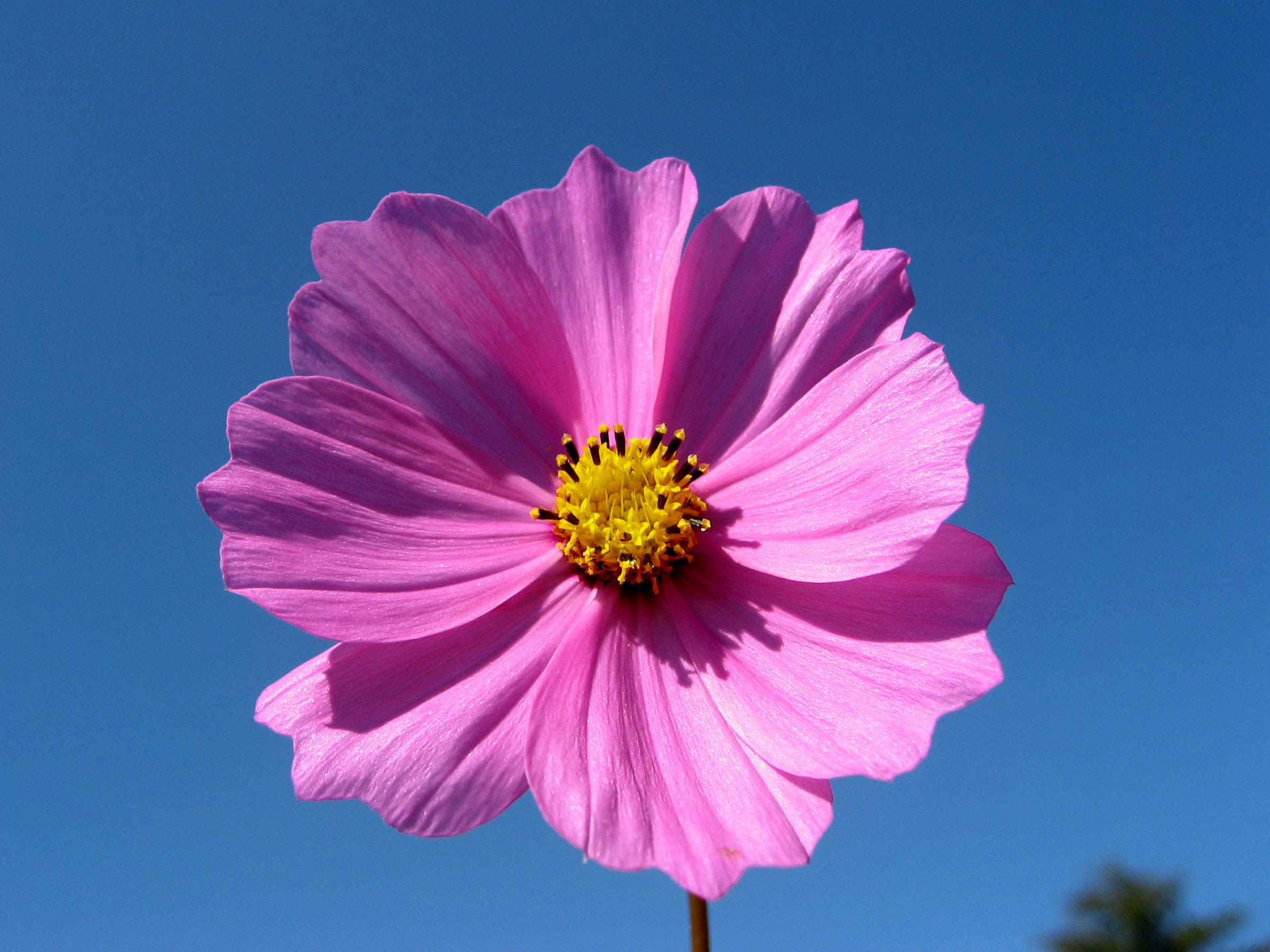
Blütenkorb des Gemeinen Schmuckkörbchens (Cosmos bipinnatus)

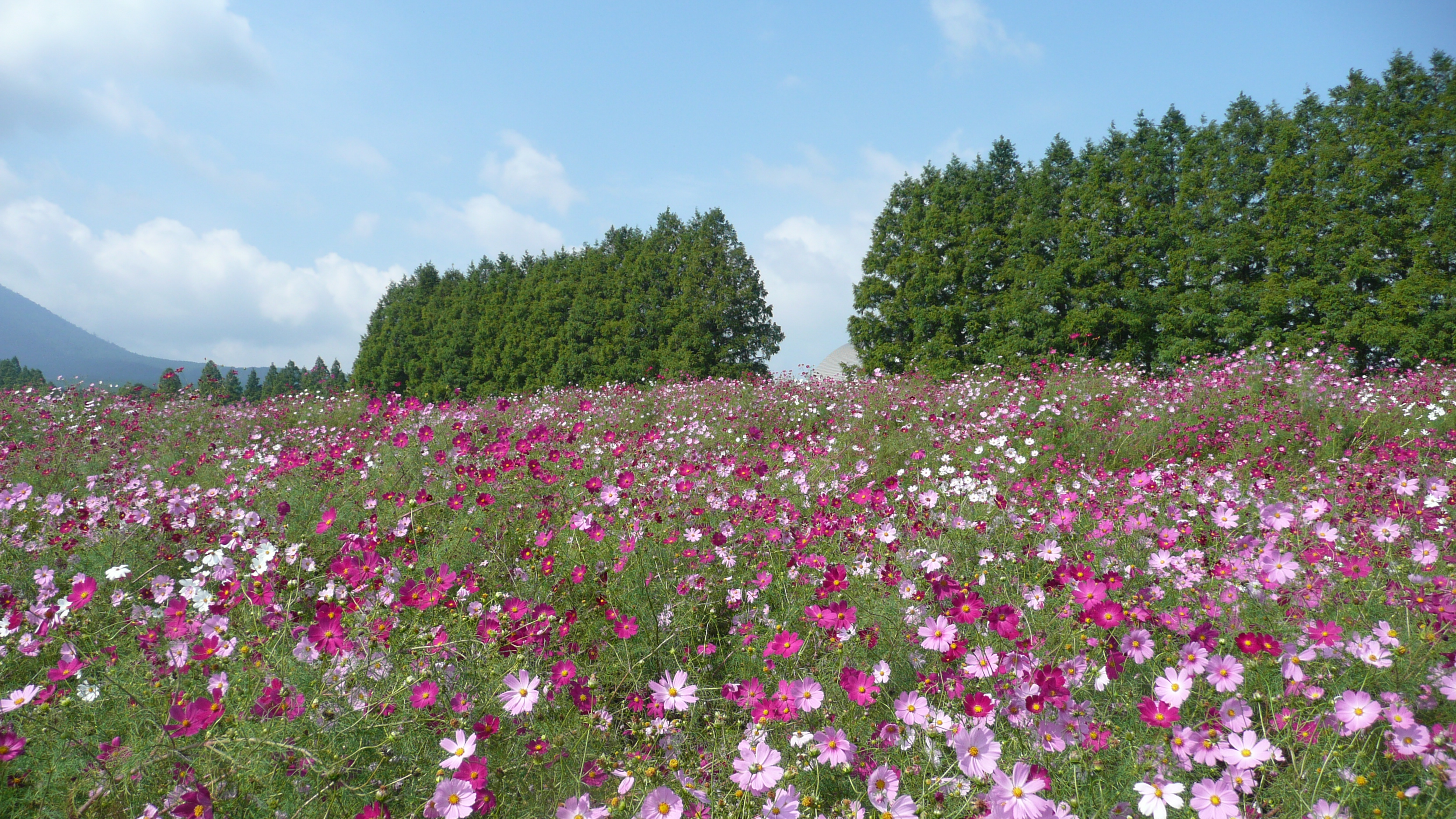
Gemeines Schmuckkörbchen (Cosmos bipinnatus)

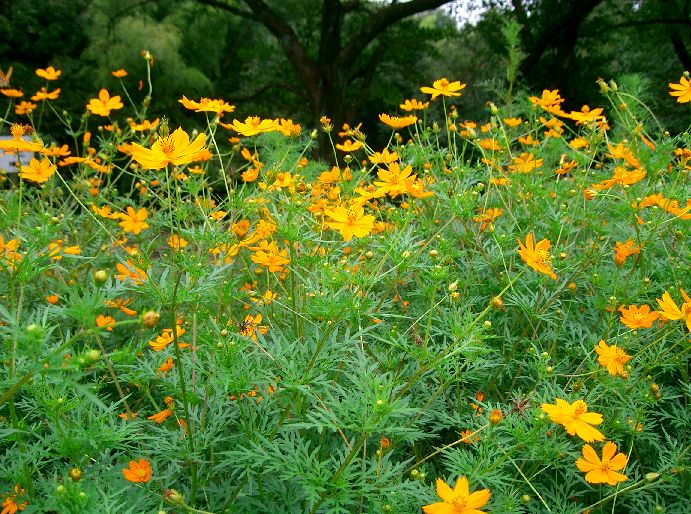
Gelbe Kosmee (Cosmos sulphureus)

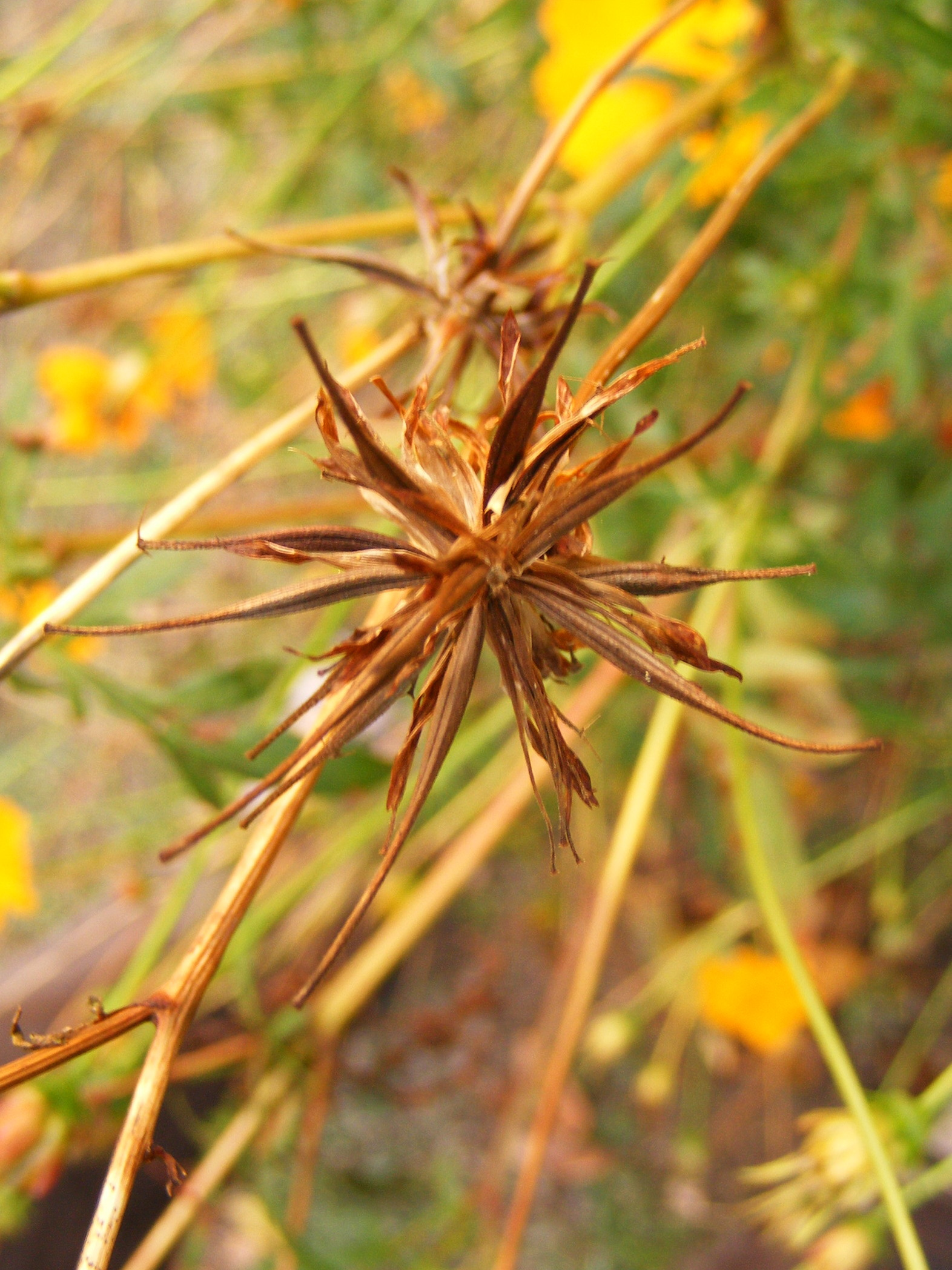
Fruchtstand der Gelben Kosmee (Cosmos sulphureus)

## Systematik und Verbreitung
Die Gattung Cosmos wurde 1791 durch Antonio José Cavanilles aufgestellt. Der Gattungsname Cosmos leitet sich vom griechischen Wort kosmos für „harmonisch geordnetes Universum“ oder kosmo für Ornament ab. Die Gattung Cosmos gehört heute zur Tribus Coreopsideae in der Unterfamilie der Asteroideae innerhalb der Familie der Korbblütler (Asteraceae).
Die Gattung Cosmos ist in tropischen bis subtropischen Gebieten der Neuen Welt verbreitet. Das Zentrum der Artenvielfalt ist Mexiko. Von den etwa 26 Arten kommen nur vier in Nordamerika vor. Einige Arten werden als Zierpflanzen verwendet und sind dann in vielen Teilen der Welt verwildert.
Es gibt etwa 26–35 Cosmos-Arten:
- Schokoladen-Kosmee (Cosmos atrosanguineus (Hook.) Voss)
- Schmuckkörbchen oder Gemeine Kosmee (Cosmos bipinnatus Cav.): Das Verbreitungsgebiet reicht von Arizona bis Mexiko.[1]
- Cosmos carvifolius Benth.: Sie kommt in Mexiko vor.[3]
- Cosmos caudatus Kunth: Sie ist von Mexiko über Zentral- bis ins tropische Südamerika weitverbreitet.[1][3]
- Cosmos concolor Sherff: Sie kommt im nördlichen und im westlichen Mexiko vor.[3]
- Cosmos crithmifolius Kunth: Sie kommt von Mexiko bis Panama vor.[3]
- Cosmos deficiens (Sherff) Melchert: Sie kommt im mexikanischen Bundesstaat Jalisco vor.[3]
- Cosmos diversifolius Otto ex Otto (Syn.: Cosmos reptans Benth.): Sie ist von Mexiko bis Guatemala verbreitet.[1][3]
- Cosmos intercedens Sherff: Sie kommt in Mexiko on den Bundesstaaten Nayarit, Jalisco und Colima vor.[3]
- Cosmos jaliscensis Sherff: Sie kommt im mexikanischen Bundesstaat Jalisco vor.[3]
- Cosmos juxtlahuacensis Panero & Villaseñor: Sie kommt in den mexikanischen Bundesstaaten Guerrero und Oaxaca vor.[3]
- Cosmos landii Sherff: Sie kommt in den mexikanischen Bundesstaaten Jalisco und Zacatecas vor.[3]
- Cosmos linearifolius (Sch.Bip.) Hemsl.: Sie kommt in Mexiko vor.[3]
- Cosmos longipetiolatus Melchert: Sie kommt im mexikanischen Bundesstaat Jalisco vor.[3]
- Cosmos mattfeldii Sherff: Sie kommt in den mexikanischen Bundesstaaten Guerrero und Michoacán vor.[3]
- Cosmos mcvaughii Sherff: Sie kommt im mexikanischen Bundesstaat Jalisco vor.[3]
- Cosmos microcephalus Sherff
- Cosmos modestus Sherff: Sie kommt in Mexiko vor.[3]
- Cosmos montanus Sherff: Sie kommt in Mexiko vor.[3]
- Cosmos nelsonii B.L.Rob. & Fernald: Sie kommt im mexikanischen Bundesstaat Oaxaca vor.[3]
- Cosmos nitidus Paray: Sie kommt im zentralen Mexiko vor.[3]
- Cosmos ochroleucoflorus Melchert: Sie kommt im nördlichen und im westlichen Mexiko vor.[3]
- Cosmos pacificus Melchert: Sie kommt in Mexiko vor.[3]
- Cosmos palmeri B.L.Rob.: Sie kommt in Mexiko vor.[3]
- Cosmos parviflorus (Jacq.) Pers.: Sie ist in Colorado, Arizona, Texas, New Mexico und Mexiko verbreitet.[1]
- Cosmos peucedanifolius Wedd.: Sie kommt von Peru bis ins nordwestliche Argentinien vor.[3]
- Cosmos pringlei B.L.Rob. & Fernald: Sie kommt im nördlichen Mexiko vor.[3]
- Cosmos purpureus (DC.) Benth. & Hook. f. ex Hemsl.: Sie kommt in Mexiko vor.[3]
- Cosmos scabiosoides Kunth: Sie kommt in Mexiko vor.[3]
- Cosmos schaffneri Sherff: Sie kommt in den mexikanischen Bundesstaaten Querétaro, Hidalgo, im Bundesstaat México und Guerrero vor.[3]
- Cosmos sessilis Sherff: Sie kommt in Mexiko vor.[3]
- Cosmos sherffii Melchert: Sie kommt im mexikanischen Bundesstaat Oaxaca vor.[3]
- Cosmos steenisiae Veldkamp: Sie kommt in Trinidad und Venezuela vor.[3]
- Gelbe Kosmee (Cosmos sulphureus Cav., Syn.: Cosmos gracilis Sherff[3]): Sie kommt von Mexiko bis Panama vor, ist aber fast weltweit ein Neophyt.[3]

Nicht mehr zu dieser Gattung wird gerechnet:
- Cosmos herzogii Sherff => Bidens herzogii (Sherff) D.J.N.Hind seit 2013.[3]
- Cosmos langlassei (Sherff) Sherff => Bidens acrifolia var. langlassei (Sherff) Melchert
- Cosmos pilosus Kunth => Bidens alba (L.) DC.
- Cosmos tenellus Kunth => Bidens alba (L.) DC.

## Verwendung
Von Cosmos gibt es eine Reihe von Hybriden Zuchtformen, die als Zierpflanzen in vielen Farben und Farbkombinationen verwendet werden. In Europa blühen sie vom Sommer bis in den Herbst, sind aber nicht winterhart.